# Flughafen Mönchengladbach
Luchthaven Mönchengladbach (Duits: Verkehrslandeplatz Mönchengladbach) is een kleine Duitse luchthaven gelegen op ongeveer 5 kilometer ten noordoosten van Mönchengladbach.  Ze wordt vooral gebruikt voor privé- en zakenvluchten. Ze wordt uitgebaat door Flughafengesellschaft Mönchengladbach GmbH, een dochtermaatschappij van Flughafen Düsseldorf GmbH. De luchttaxibedrijven Westavia en Rhein-Ruhr Helicopter zijn gevestigd op de luchthaven. Luchthaven Düsseldorf International ligt op minder dan 20 kilometer afstand.
In 1955 werd er begonnen met zweefvliegen; het vliegveld had toen een grasbaan van 500 meter. In 1959 werd een controletoren en passagiersgebouw gebouwd. In 1973 werd de 1200 meter lange startbaan in asfalt in bedrijf genomen en in 1981 een nieuwe passagiersterminal met een capaciteit van 600.000 passagiers per jaar.
De eerste luchtvaartmaatschappij die lijnvluchten van en naar Mönchengladbach inlegde was VLM Airlines die in 1994 begon met vluchten naar London City Airport. Deze verbinding is inmiddels stopgezet en anno 2012 zijn er geen lijnvluchten op het vliegveld.
Het vliegveld ligt nabij het Autobahnkreuz Neersen. Naast het vliegveld ligt de oudste drafrenbaan in Duitsland.

Ligging van de luchthaven en drafrenbaan nabij Kreuz Neersen